# 日立製作所硬式野球部
日立製作所硬式野球部（ひたちせいさくしょこうしきやきゅうぶ）は、茨城県日立市に本拠地を置き、日本野球連盟に加盟する社会人野球の企業チームである。
運営母体は、電機メーカーであり日立グループの中核企業である日立製作所。都市対抗野球大会では、スタンドを埋め尽くすオレンジ色のウェアでの大応援団が名物となっている。

## 概要
1916年、日立製作所の硬式野球部として創部。関東では、最古参チームの1つである。かつては、同じ茨城県日立市に本拠地を置いていた日本鉱業日立と代表権を争っていた。創部も同時期であるためお互い切磋琢磨しあう間柄であり、2チームの定期戦は「お山の早慶戦」とも呼ばれ地元で親しまれていた。
日本鉱業日立が廃部した後は、日本製鉄鹿島（茨城県鹿嶋市）、SUBARU（群馬県太田市）と共に北関東3強の一角を担い、毎年熾烈な代表権争いを繰り広げている。
1955年に都市対抗野球に、1974年に日本選手権にそれぞれ初出場している。2大大会には数多く出場しているが、まだ優勝経験がない。
近年は、元プロ野球選手を積極的に受け入れチーム力の向上に務めており、創部100周年となった2016年の都市対抗野球では初めて決勝に進出しトヨタ自動車と対戦したが、0-4で敗れ準優勝となった。

## 設立・沿革
- 1916年 - 創部。
- 1955年 - 都市対抗野球に初出場（初戦敗退）。
- 1974年 - 日本選手権に初出場（第1回大会、8強）。
- 2016年 - 都市対抗野球で準優勝。

## 主要大会の出場歴・最高成績
- 都市対抗野球大会：出場40回、準優勝1回（2016年）
- 社会人野球日本選手権大会：出場14回、8強6回（1974、1984、1993、2003、2008、2015年）
- JABA北海道大会：優勝2回（1983、1995年）
- JABA東京スポニチ大会：優勝2回（1965、1993年）
- JABA日立市長杯選抜野球大会：優勝5回（1988、2001、2007、2016、2017年）
- JABA静岡大会：優勝1回（1972年）
- JABA京都大会：優勝1回（1967年）
- JABA九州大会：優勝2回（2006、2015年）

## 主な出身プロ野球選手
- 市川治彦（外野手） - 1955年にトンボユニオンズに入団
- 石戸四六（投手） - 1962年に国鉄スワローズに入団
- 作道烝（捕手） - 1964年に東映フライヤーズに入団
- 嵯峨野昇（内野手） - 1965年ドラフト3位で東京オリオンズに入団
- 渡辺孝博（投手） - 1971年ドラフト5位でヤクルトアトムズに入団
- 佐藤博（投手） - 1973年ドラフト1位でヤクルトスワローズに入団
- 松盛茂（捕手） - 退団後、斎久工業を経て、1973年ドラフト外で大洋ホエールズに入団
- 鳥原公二（投手） - 1977年ドラフト5位でヤクルトスワローズに入団
- 佐藤秀明（投手） - 1984年ドラフト2位で阪神タイガースに入団
- 内田強（捕手） - 1985年ドラフト3位で中日ドラゴンズに入団
- 酒井勉（投手） - 1988年ドラフト1位でオリックス・ブレーブスに入団
- 鈴木俊雄（捕手） - 1989年ドラフト2位でロッテオリオンズに入団
- 若林弘泰（投手） - 1991年ドラフト4位で中日ドラゴンズに入団
- 斎藤充弘（投手） - 1993年ドラフト2位でヤクルトスワローズに入団
- 諸積兼司（外野手） - 1993年ドラフト5位で千葉ロッテマリーンズに入団
- 生駒雅紀（投手） - 1996年ドラフト4位で日本ハムファイターズに入団
- 橿渕聡（外野手） - 1998年ドラフト3位でヤクルトスワローズに入団
- 木村昌広（投手） - 1998年ドラフト4位でオリックス・ブルーウェーブに入団
- 荻野忠寛（投手） - 2006年大学生・社会人ドラフト4位で千葉ロッテマリーンズに入団
- 谷哲也（内野手） - 2007年大学生・社会人ドラフト3位で中日ドラゴンズに入団
- 比嘉幹貴（投手） - 2009年ドラフト2位でオリックス・バファローズに入団
- 大場達也（投手） - 2012年ドラフト7位で東京ヤクルトスワローズに入団
- 鈴木康平（投手） - 2017年ドラフト2位でオリックス・バファローズに入団
- 菅野剛士（外野手） - 2017年ドラフト4位で千葉ロッテマリーンズに入団
- 田中俊太（内野手） - 2017年ドラフト5位で読売ジャイアンツに入団
- 豊田寛（外野手） - 2021年ドラフト6位で阪神タイガースに入団[2]
- 佐々木俊輔（外野手） - 2023年ドラフト3位で読売ジャイアンツに入団

## 元プロ野球選手の競技者登録
- 斉藤肇（元：横浜ベイスターズ） - 投手（2002年 - 2005年）→コーチ（2006年 - 2007年）→退団
- 高橋一正（元：ヤクルトスワローズ） - 投手（2003年 - 2005年）→退団
- 清川栄治（元：広島東洋カープ、近鉄バファローズ） - 投手コーチ（2013年）→退団
- 久米勇紀（元：読売ジャイアンツ、福岡ソフトバンクホークス） - 投手（2013年）→退団
- 渡辺進（元：ヤクルトスワローズ） - コーチ（2014年 - 2020年）→退団
- 山本淳（元：埼玉西武ライオンズ） - 投手（2014年 - 2018年）→退団
- 荻野忠寛（元：千葉ロッテマリーンズ） - 投手（2015年 - 2016年）→退団
- 岸本淳希（元：中日ドラゴンズ） - 投手（2018年）→退団
- 岩﨑恭平（元：中日ドラゴンズ、オリックス・バファローズ） - 内野手（2018年 - 2020年）→ 野手コーチ（2021年 - 2023年）→退団
- 加藤博人（元：ヤクルトスワローズ、大阪近鉄バファローズ） - コーチ（2019年 - 2022年）
- 知念広弥（元：台湾・統一ライオンズ） - 投手（2019年 - 2021年）
- 田川賢吾（元：東京ヤクルトスワローズ） - 投手（2021年 - ）
- 桂依央利（元：中日ドラゴンズ） - 捕手・選手兼任コーチ（2023年 - ）
- 真砂勇介（元：福岡ソフトバンクホークス） - 外野手（2023年 - 2024年）→退団

## かつて在籍していた選手・コーチ・監督
- 和泉貴樹（外野手） - 選手として在籍。日本大学、同大国際関係学部監督を歴任。
- 内田睦夫（捕手） - 選手・監督として在籍。1969年ドラフト11位でアトムズに指名されるも入団拒否。その後、2001年に東京都立高島高等学校校長に就任。学校の民間人校長第1号となった。
- 小野寺重之（外野手） - 選手として在籍。現役引退後、プロサッカークラブの柏レイソルを運営する日立柏レイソルの社長を務めた。
- 迫畑正巳 - 監督として在籍。